# Taxe
Ne doit pas être confondu avec Impôt.

Exemple de flux de taxes

Une taxe est théoriquement « la contrepartie monétaire d'un service rendu par une personne publique ». Toutefois, le terme est souvent utilisé de façon générique comme un synonyme de « impôt » pour désigner n'importe quel prélèvement obligatoire. Le fisc lui-même a nommé « taxe » certains prélèvements qui n'en sont pas, et donné d'autres noms à des prélèvements qui en sont.

## Étymologie
Le verbe taxer est directement issu du latin taxare de même sens : blâmer, imposer.

## Définition juridique de la taxe en droit français
La taxe est, comme l'impôt, un prélèvement obligatoire. Les deux sont soumis au même régime juridique. À l'inverse de l'impôt cependant, elle n'est exigée que des utilisateurs potentiels d'un service ou ouvrage public. Elle présente des similarités nombreuses avec la redevance, qui est soumise à un régime différent de l'impôt et de la taxe puisqu'elle n'est pas une imposition de toute nature au sens de l'article 34 de la constitution. En effet, la taxe comme la redevance est prélevée sur les utilisateurs d'un service public déterminé. Cependant, contrairement à la redevance, seuls les utilisateurs potentiels de ce service sont concernés, et non les usagers effectifs. De plus, il n'est pas exigé de la taxe que son montant soit proportionnel à la dépense du service qu'elle finance pour l'utilisateur comme c'est le cas pour la redevance. 
L'ambiguïté de la différence entre taxe et redevance laisse au juge administratif le soin de déterminer dans un certain nombre de cas la nature du prélèvement au cœur d'un litige. Au demeurant, il importe en général peu tant au redevable qu'au percepteur de savoir si la somme est, au sens strict, une taxe, une redevance, un impôt, ou un simple prix. La conséquence de la nature du prélèvement a cependant une portée juridique importante. En effet, contrairement à l’impôt qui est soumis, du moins en théorie (contre-exemple de la CSG), à la règle de non affectation, les recettes issues d’une taxe peuvent être affectées à une dépense précise (typiquement, les frais de fonctionnement du service rendu, ou d'un service apparenté).
Le vocabulaire employé par le législateur prête peu attention à ces distinctions, la taxe d'habitation ou la taxe sur la valeur ajoutée sont par exemple en réalité des impôts et non des taxes, pour plusieurs raisons : ni l'une ni l'autre sont la contrepartie d'un service ; la taxe d'habitation n'est pas perçue à l'occasion d'un service rendu ; la TVA est certes perçue à l'occasion d'une opération, mais s'applique indifféremment si le prestataire de service est public ou privé. De même, la redevance télévisuelle était bien une taxe et non un impôt, car elle était imposée à tous les détenteurs d'un poste de télévision sans modulation du prix selon l'usage effectif du service. 
Un service comme l'enlèvement des ordures ménagères peut être financé, au choix de la collectivité, par une redevance d'enlèvement des ordures ménagères ou par une taxe d'enlèvement des ordures ménagères. Mais en pratique le second terme est utilisé indifféremment pour les deux modes de financement.

## Mouvements de désobéissance civile anti-taxation
En 1909 en Grande-Bretage Ethel Ayres Purdie et des résistantes fiscales créent la Women's Tax Resistance League (« Ligue féminine de résistance fiscale ») (WTRL) afin de promouvoir le droit de vote des femmes. La WTRL invoquait un des principes fondateurs de l'esprit démocratique anglo-saxon « No taxation without representation » (en) (« Pas de taxation sans représentation »).